# Barzie Stajnie
Barzie Stajnie – dawna szlachecka jurydyka, położona przy dawnej bramie Wiślnej, obejmująca teren obecnego skrzyżowania ulic Franciszkańskiej, Zwierzynieckiej i Floriana Straszewskiego, na zachód od murów miejskich Krakowa.
W XVI wieku w okolicach jurydyki znajdowała się stajnia oraz ogród królewski. Pod koniec XVI wieku w jej okolicach wybudowano także stajnie, należące do szlacheckiej rodziny Barzów. W XVII oraz XVIII jurydyka była własnością rodziny Opalińskich, a następnie rodziny Sieniawskich. 
W 1800 na podstawie dekretu władz austriackich została włączona do Krakowa i oddana pod zarząd Magistratu.